# Pino van Lamsweerde
Pino Van Lamsweerde est un réalisateur et animateur italo-belge né le 18 septembre 1940 à Turin (Italie) et mort le 10 avril 2020 à  Paris.

## Filmographie

### En tant que réalisateur
- 1973 : Man: The Polluter
- 1981 : Métal hurlant (Harry Canyon)
- 1986 : Astérix chez les Bretons

### En tant qu'animateur
- 1971 : Tiki Tiki
- 1971 : In a Nutshell
- 1973 : Man: The Polluter
- 1975 : The Energy Carol
- 1981 : Métal hurlant
- 1990 : Le Prince Casse-Noisette

### En tant que storyboardeur
- 1983 : Cross Country
- 1986 : Astérix chez les Bretons

### En tant que réalisateur
- 1983 : The Care Bears in the Land Without Feelings
- 1984 : The Care Bears Battle the Freeze Machine
- 1985 : The Velveteen Rabbit
- 1985 : Rumpelstiltskin
- 1993 : Spirou

### En tant qu'animateur
- 1973-1974 : Wait Till Your Father Gets Home (5 épisodes)
- 1978 : The Little Brown Burro
- 1979 : The New Misadventures of Ichabod Crane
- 1979 : Tukiki and His Search for a Merry Christmas
- 1992 : La Légende de Croc Blanc
- 2004 : Chasseurs de dragons
- 2006 : Monster Allergy

### En tant que storyboardeur
- 1983 : The Care Bears in the Land Without Feelings
- 1984 : The Care Bears Battle the Freeze Machine
- 1985 : Rumpelstiltskin
- 1989 : SOS Polluards
- 1993 : Spirou
- 1994 : Junior le terrible (13 épisodes)